# Love Me & Let Me Go

"Love Me & Let Me Go" é uma canção da cantora estadunidense Ashley Tisdale, contida em seu terceiro álbum de estúdio, Symptoms (2019). Foi lançado como segundo single do disco em 25 de janeiro de 2019 através da Big Noise.